# Бурвиц, Гудрун
Гудрун Бурвиц (нем. Gudrun Burwitz, урожд. Гиммлер (Himmler); 8 августа 1929, Мюнхен — 24 мая 2018, Мюнхен) — старшая дочь рейхсфюрера СС Генриха Гиммлера.

## Биография
После окончания войны вместе с матерью Маргарет Гиммлер проживала некоторое время в церковном приюте. Затем вышла замуж за журналиста и писателя Вульфа-Дитера Бурвица, активно участвовавшего в неонацистском движении. Семья, в которой родилось двое детей, проживала в Мюнхене. 
Гудрун Бурвиц никогда не отрекалась от идеологии своего отца и постоянно пыталась оправдать его идеи. С 1951 года Гудрун участвовала в деятельности объединения «Тихая помощь», оказывавшего помощь бывшим нацистам. В 1952 году она участвовала в создании (по образцу гитлерюгенда) молодежной организации «Викингюгенд», которая позднее, в 1994 году была запрещена властями Германии. 
В июне 2018 года вместе с известием о смерти, последовавшей ещё 24 мая, стало известно, что Гудрун Бурвиц в 1961—1963 годах работала секретарём в Федеральной разведывательной службе Германии под вымышленным именем. В эти годы службой руководил бывший генерал Вермахта, разведчик Рейнхард Гелен.